# Torquigener whitleyi
Torquigener whitleyi és una espècie de peix de la família dels tetraodòntids i de l'ordre dels tetraodontiformes.

## Morfologia
- Els mascles poden assolir 9,8 cm de longitud total.[4][5]

## Hàbitat
És un peix marí, de clima tropical i demersal.

## Distribució geogràfica
Es troba al nord-oest d'Austràlia i Papua Nova Guinea.

## Observacions
És inofensiu per als humans.